# Conatrullus
Conatrullus is een geslacht van rechtvleugeligen uit de familie krekels (Gryllidae). De wetenschappelijke naam van dit geslacht is voor het eerst geldig gepubliceerd in 2001 door Gorochov.

## Soorten
Het geslacht Conatrullus  is monotypisch en omvat slechts de volgende soort:
- Conatrullus andreji (Gorochov, 2001)